# Asterella mussuriensis
Asterella mussuriensis là một loài rêu trong họ Aytoniaceae. Loài này được Kashyap Kashyap mô tả khoa học đầu tiên năm 1935.